# Sethus Calvisius
Sethus Calvisius, właśc. Seth Kal(l)witz (ur. 21 lutego 1556 w Gorsleben, zm. 24 listopada 1615 w Lipsku) – niemiecki teoretyk muzyki i kompozytor.

## Życiorys
Uczęszczał do gimnazjów we Frankenhausen i Magdeburgu, następnie studiował na uniwersytetach w Helmstedt i Lipsku. W 1581 roku otrzymał posadę kantora w lipskim kościele św. Pawła, następnie od 1582 do 1594 roku był kantorem w Schulpforte. W 1594 roku wrócił do Lipska, gdzie został kantorem w kościele św. Tomasza.
Był wszechstronnie wykształconą osobą, obracającą się w ówczesnych środowisku naukowym. Interesował się zagadnieniami historycznymi i chronologicznymi. Do jego przyjaciół należeli Johannes Kepler, Michael Praetorius i Johannes Lippius. Był autorem prac teoretycznych z dziedziny muzyki: Melopoeia seu melodiae condendae ratio (1582; 2. wyd. 1592), Compendium musicae practicae pro incipientibus (1594; 3. wyd. pt. Musicae artis praecepta nova et fadllima 1612), Harmoniae cantionum eccle siasticarum a M. Luthero et aliis viris piis Germaniae composi tarum 4 voc. (1596), Exercitationes musicae duae (1600), Auserlesene teutsche Lieder (1603), Exercitatio musicae tertia (1611), Biciniorum libri duo (1612). Jako kompozytor tworzył hymny, psalmy, pieśni religijne i świeckie. W swoich rozważaniach opierał się na poglądach zawartych w Istitutioni harmoniche Gioseffo Zarlino. Jego Exercitationes musicae duae z 1600 roku zawierają pierwszy przegląd muzyki w ujęciu historycznym.